# Ligue de diamant 2013
Navigation
La 4e édition de la Ligue de diamant (en anglais 2013 IAAF Diamond League) se déroule du 10 mai au 6 septembre 2013. Organisée par l'Association internationale des fédérations d'athlétisme, cette compétition regroupe comme lors des trois premières éditions quatorze meetings internationaux répartis sur trois continents.
La Ligue de diamant 2013 débute le 10 mai 2013 à Doha et se poursuit à Shanghai, New York, Eugene, Rome, Oslo, Birmingham, Lausanne, Paris-Saint-Denis, Monaco, Londres et Stockholm. Les finales se déroulent successivement les 29 août et 6 septembre 2013 à Zurich et Bruxelles.
En 2013, le British Athletics London Grand Prix se déroule pour la première fois au Stade olympique de Londres.

## Compétition

### Épreuves
| Sprint            | Demi-fond     | Fond    | Haies                                         | Sauts                                                         | Lancers                                            |
| ----------------- | ------------- | ------- | --------------------------------------------- | ------------------------------------------------------------- | -------------------------------------------------- |
| 100 m 200 m 400 m | 800 m 1 500 m | 5 000 m | 100 / 110 m haies 400 m haies 3 000 m steeple | Saut en hauteur Saut à la perche Saut en longueur Triple saut | Lancer du poids Lancer du javelot Lancer du disque |

### Calendrier
| #  | Date                  | Lieu        | Meeting                    | 100 | 200 | 400 | 800 | 1500 | 5000 | Stee | 110h | 400h | Haut | Perc | Long | Trip | Poid | Disq | Jave |
| -- | --------------------- | ----------- | -------------------------- | --- | --- | --- | --- | ---- | ---- | ---- | ---- | ---- | ---- | ---- | ---- | ---- | ---- | ---- | ---- |
| 1  | 10 mai 2013           | Doha        | Doha Diamond League        | H   | F   | F   | H   | F    | H    | F    | F    | H    | H    | H    | F    | H    | H    | F    | H    |
| 2  | 18 mai 2013           | Shanghai    | Shanghai Golden Grand Prix | F   | H   | H   | F   | H    | F    | H    | H    | F    | H    | F    | H    | F    | F    | H    | H    |
| 3  | 25 mai 2013           | New York    | Adidas Grand Prix          | H   | F   | F   | H   | F    | H    | F    | H    | H    | F    | F    | F    | H    | H    | F    | F    |
| 4  | 1er juin 2013         | Eugene      | Prefontaine Classic        | F   | H   | H   | F   | H    | F    | H    | H    | F    | H    | H    | H    | F    | F    | H    | F    |
| 5  | 6 juin 2013           | Rome        | Golden Gala                | H   | F   | F   | H   | F    | H    | F    | F    | H    | F    | H    | F    | H    | H    | F    | F    |
| 6  | 13 juin 2013          | Oslo        | Bislett Games              | F   | H   | H   | F   | H    | F    | H    | F    | F    | F    | F    | F    | F    | F    | H    | H    |
| 7  | 30 juin 2013          | Birmingham  | Birmingham Grand Prix      | H   | F   | F   | H   | F    | H    | F    | F    | H    | H    | F    | H    | H    | H    | F    | H    |
| 8  | 4 juillet 2013        | Lausanne    | Athletissima               | H   | F   | F   | H   | F    | H    | F    | F    | H    | H    | H    | F    | H    | H    | F    | H    |
| 9  | 6 juillet 2013        | Saint-Denis | Meeting Areva              | F   | H   | H   | F   | H    | F    | H    | H    | F    | F    | H    | H    | F    | F    | H    | F    |
| 10 | 19 juillet 2013       | Monaco      | Meeting Herculis           | H   | F   | F   | H   | F    | H    | F    | F    | H    | F    | H    | F    | H    |      | F    | H    |
| 11 | 26 et 27 juillet 2013 | Londres     | London Grand Prix          | F   | H   | H   | F   | H    | F    | H    | H    | F    | H    | F    | H    | F    | F    | H    | F    |
| 12 | 22 août 2013          | Stockholm   | DN Galan                   | F   | H   | H   | F   | H    | F    | H    | H    | F    | F    | F    | H    | F    | F    | H    | F    |
| 13 | 28 et 29 août 2013    | Zurich      | Weltklasse                 | H   | F   | H   | F   | H    | F    | H    | H    | F    | H    | F    | HF   |      | HF   | H    | F    |
| 14 | 6 septembre 2013      | Bruxelles   | Mémorial Van Damme         | F   | H   | F   | H   | F    | H    | F    | F    | H    | F    | H    |      | HF   | H    | F    | H    |

| H | Épreuves masculines | F | Épreuves féminines |  | Finales |

## Résultats

### Palmarès 2013
| Hommes            | Hommes            | Hommes |
| ----------------- | ----------------- | ------ |
| 100 m             | Justin Gatlin     | 14 pts |
| 200 m             | Warren Weir       | 18 pts |
| 400 m             | LaShawn Merritt   | 20 pts |
| 800 m             | Mohammed Aman     | 22 pts |
| 1 500 m / Mile    | Ayanleh Souleiman | 18 pts |
| 3 000 m / 5 000 m | Yenew Alamirew    | 19 pts |
| 110 m haies       | David Oliver      | 18 pts |
| 400 m haies       | Javier Culson     | 15 pts |
| 3 000 m steeple   | Conseslus Kipruto | 15 pts |
| Saut en longueur  | Aleksandr Menkov  | 18 pts |
| Triple saut       | Christian Taylor  | 23 pts |
| Saut en hauteur   | Bohdan Bondarenko | 26 pts |
| Saut à la perche  | Renaud Lavillenie | 22 pts |
| Lancer du poids   | Ryan Whiting      | 26 pts |
| Lancer du disque  | Gerd Kanter       | 16 pts |
| Lancer du javelot | Vítězslav Veselý  | 18 pts |

| Femmes            | Femmes                     | Femmes |
| ----------------- | -------------------------- | ------ |
| 100 m             | Shelly-Ann Fraser-Pryce    | 20 pts |
| 200 m             | Shelly-Ann Fraser-Pryce    | 15 pts |
| 400 m             | Amantle Montsho            | 24 pts |
| 800 m             | Eunice Sum                 | 12 pts |
| 1 500 m           | Abeba Aregawi              | 28 pts |
| 3 000 m / 5 000 m | Meseret Defar              | 18 pts |
| 100 m haies       | Dawn Harper                | 24 pts |
| 400 m haies       | Zuzana Hejnová             | 32 pts |
| 3 000 m steeple   | Milcah Cheywa              | 20 pts |
| Saut en longueur  | Shara Proctor              | 17 pts |
| Triple saut       | Caterine Ibargüen          | 28 pts |
| Saut en hauteur   | Svetlana Shkolina (dopage) | 20 pts |
| Saut à la perche  | Silke Spiegelburg          | 17 pts |
| Lancer du poids   | Valerie Adams              | 16 pts |
| Lancer du disque  | Sandra Perković            | 32 pts |
| Lancer du javelot | Christina Obergföll        | 25 pts |

### Hommes

#### Courses
| #  | Meeting    | 100 m                | 200 m                       | 400 m                         | 800 m                                | 1 500 m/Mile                       | 3 000/5 000 m                       | 110 m haies                       | 400 m haies             | 3 000 m steeple                         |
| 1  | Doha       | Justin Gatlin 9 s 97 | —                           | —                             | David Rudisha 1 min 43 s 87 (WL)     | —                                  | Hagos Gebrhiwet 7 min 30 s 36 (WL)  | —                                 | Michael Tinsley 48 s 92 | —                                       |
| 2  | Shanghai   | —                    | Warren Weir 20 s 18         | Kirani James 44 s 02 (WL, MR) | —                                    | Asbel Kiprop 3 min 32 s 39         | —                                   | Jason Richardson 13 s 23          | —                       | Conseslus Kipruto 8 min 1 s 16 (WL, MR) |
| 3  | New York   | Tyson Gay 10 s 02    | —                           | —                             | David Rudisha 1 min 45 s 14          | —                                  | Hagos Gebrhiwet 13 min 10 s 03 (WL) | Ryan Brathwaite 13 s 19           | Michael Tinsley 48 s 43 | —                                       |
| 4  | Eugene     | —                    | Nickel Ashmeade 20 s 14     | LaShawn Merritt 44 s 32       | —                                    | Silas Kiplagat 3 min 49 s 48 (WL)  | —                                   | Hansle Parchment 13 s 05 (WL, NR) | —                       | Conseslus Kipruto 8 min 3 s 59 (MR)     |
| 5  | Rome       | Justin Gatlin 9 s 94 | —                           | —                             | Mohammed Aman 1 min 43 s 61 (WL)     | —                                  | Yenew Alamirew 12 min 54 s 95 (WL)  | —                                 | Johnny Dutch 48 s 31    | —                                       |
| 6  | Oslo       | —                    | Usain Bolt 19 s 79          | Yousef Masrahi 45 s 33        | —                                    | Ayanleh Souleiman 3 min 50 s 53    | —                                   | —                                 | —                       | Conseslus Kipruto 8 min 4 s 48          |
| 7  | Birmingham | Nesta Carter 9 s 99  | —                           | —                             | Mohammed Aman 1 min 45 s 18          | —                                  | Mohamed Farah 13 min 14 s 25        | —                                 | Javier Culson 48 s 59   | —                                       |
| 8  | Lausanne   | Tyson Gay 9 s 79     | —                           | —                             | Mohammed Aman 1 min 43 s 33          | —                                  | Yenew Alamirew 13 min 6 s 99        | —                                 | Javier Culson 48 s 14   | —                                       |
| 9  | Paris      | —                    | Usain Bolt 19 s 73 (WL, MR) | Kirani James 43 s 96 (WL)     | —                                    | Ayanleh Souleiman 3 min 32 s 55    | —                                   | Aries Merritt 13 s 09             | —                       | Ezekiel Kemboi 7 min 59 s 03 (WL, MR)   |
| 10 | Monaco     | Justin Gatlin 9 s 94 | —                           | —                             | Duane Solomon 1 min 43 s 72          | —                                  | Edwin Soi 12 min 51 s 34 (WL)       | —                                 | Jehue Gordon 48 s 00    | —                                       |
| 11 | Londres    | —                    | Warren Weir 19 s 89         | Kirani James 44 s 65          | —                                    | Augustine Choge 3 min 50 s 01 (PB) | —                                   | David Oliver 13 s 20              | —                       | Brimin Kipruto 8 min 6 s 86 (MR)        |
| 12 | Stockholm  | —                    | Serhiy Smelyk 20 s 54       | LaShawn Merritt 44 s 69       | —                                    | Ayanleh Souleiman 3 min 33 s 59    | —                                   | David Oliver 13 s 21              | —                       | Hillary Yego 8 min 9 s 81               |
| 13 | Zürich     | Usain Bolt 9 s 90    | —                           | LaShawn Merritt 44 s 13       | —                                    | Silas Kiplagat 3 min 30 s 97 (SB)  | —                                   | David Oliver 13 s 12              | —                       | Hillary Yego 8 min 8 s 03               |
| 14 | Bruxelles  | —                    | Warren Weir 19 s 87         | —                             | Mohammed Aman 1 min 42 s 37 (WL, NR) | —                                  | Yenew Alamirew 12 min 58 s 75       | —                                 | Jehue Gordon 48 s 32    | —                                       |

#### Concours
| #  | Meeting    | Saut en longueur             | Triple saut                       | Saut en hauteur                    | Saut à la perche                           | Lancer du poids               | Lancer du disque            | Lancer du javelot               |
| 1  | Doha       | —                            | Christian Taylor 17,25 m (WL, MR) | Bohdan Bondarenko 2,33 m (MR)      | Konstadínos Filippídis 5,82 m (WL, MR, NR) | Ryan Whiting 22,28 m (WL, MR) | —                           | Vítězslav Veselý 85,09 m        |
| 2  | Shanghai   | Li Jinzhe 8,34 m (WL)        | —                                 | Mutaz Essa Barshim 2,33 m (MR)     | —                                          | —                             | Piotr Małachowski 67,34 m   | Tero Pitkämäki 87,60 m (WL, MR) |
| 3  | New York   | —                            | Benjamin Compaoré 16,45 m         | —                                  | —                                          | Ryan Whiting 21,27 m          | —                           | —                               |
| 4  | Eugene     | Aleksandr Menkov 8,39 m (WL) | —                                 | Mutaz Essa Barshim 2,40 m (AR, MR) | Renaud Lavillenie 5,95 m (WL)              | —                             | Robert Harting 69,75 m (WL) | —                               |
| 5  | Rome       | —                            | Christian Taylor 17,08 m          | —                                  | Raphael Holzdeppe 5,91 m                   | David Storl 20,70 m           | —                           | —                               |
| 6  | Oslo       | —                            | —                                 | —                                  | —                                          | —                             | Gerd Kanter 65,52 m         | Vítězslav Veselý 85,96 m        |
| 7  | Birmingham | Aleksandr Menkov 8,27 m      | Christian Taylor 17,66 m          | Bohdan Bondarenko 2,36 m (MR)      | —                                          | Reese Hoffa 21,34 m           | —                           | Andreas Thorkildsen 83,94 m     |
| 8  | Lausanne   | —                            | Pedro Pichardo 17,58 m            | Bohdan Bondarenko 2,41 m (WL, MR)  | Konstadínos Filippídis 5,72 m              | Ryan Whiting 21,88 m (MR)     | —                           | Kim Amb 82,65 m                 |
| 9  | Paris      | Damar Forbes 8,11 m          | —                                 | —                                  | Renaud Lavillenie 5,92 m                   | —                             | Robert Harting 67,04 m      | —                               |
| 10 | Monaco     | —                            | Christian Taylor 17,30 m          | —                                  | Renaud Lavillenie 5,96 m (WL)              | —                             | —                           | Vítězslav Veselý 87,68 m (WL)   |
| 11 | Londres    | Aleksandr Menkov 8,31 m      | —                                 | Bohdan Bondarenko 2,38 m           | —                                          | —                             | Piotr Małachowski 67,35 m   | —                               |
| 12 | Stockholm  | Aleksandr Menkov 8,18 m      | —                                 | —                                  | —                                          | —                             | Piotr Małachowski 65,86 m   | —                               |
| 13 | Zürich     | Zarck Visser 8,32 m (PB)     | —                                 | Bohdan Bondarenko 2,33 m           | —                                          | Ryan Whiting 20,77 m          | Gerd Kanter 67,02 m (SB)    | —                               |
| 14 | Bruxelles  | —                            | Teddy Tamgho 17,30 m              | —                                  | Renaud Lavillenie 5,96 m (MR)              | Ryan Whiting 21,45 m          | —                           | Tero Pitkämäki 87,32 m          |

### Femmes

#### Courses
| #  | Meeting    | 100 m                          | 200 m                        | 400 m                        | 800 m                                     | 1 500 m/Mile                         | 3 000/5 000 m                           | 100 m haies              | 400 m haies                     | 3 000 m steeple                        |
| 1  | Doha       | —                              | Shelly-Ann Fraser 22 s 48    | Amantle Montsho 49 s 88 (WL) | —                                         | Abeba Aregawi 3 min 56 s 60 (WL, MR) | —                                       | Dawn Harper 12 s 60 (WL) | —                               | Lydia Chepkurui 9 min 13 s 75 (WL, MR) |
| 2  | Shanghai   | Shelly-Ann Fraser 10 s 93 (WL) | —                            | —                            | Francine Niyonsaba 2 min 00 s 33 (WL)     | —                                    | Genzebe Dibaba 14 min 45 s 92 (WL)      | —                        | Zuzana Hejnová 53 s 79 (WL)     | —                                      |
| 3  | New York   | —                              | Veronica Campbell 22 s 53    | Amantle Montsho 49 s 91 (MR) | —                                         | Abeba Aregawi 4 min 03 s 69          | —                                       | —                        | —                               | Lydia Chepkurui 9 min 30 s 82          |
| 4  | Eugene     | Shelly-Ann Fraser 10 s 71      | —                            | —                            | Francine Niyonsaba 1 min 56 s 72 (WL, MR) | —                                    | Tirunesh Dibaba 14 min 42 s 01 (WL)     | —                        | Zuzana Hejnová 53 s 70 (WL)     | —                                      |
| 5  | Rome       | —                              | Murielle Ahouré 22 s 36 (NR) | Amantle Montsho 49 s 87 (WL) | —                                         | Abeba Aregawi 4 min 00 s 23          | —                                       | Dawn Harper 12 s 65      | —                               | Milcah Cheywa 9 min 16 s 14            |
| 6  | Oslo       | Ivet Lalova 11 s 04            | —                            | —                            | Ekaterina Poistogova 1 min 59 s 39        | —                                    | Meseret Defar 14 min 26 s 90 (WL)       | Tiffany Porter 12 s 76   | Zuzana Hejnová 53 s 60          | —                                      |
| 7  | Birmingham | —                              | Blessing Okagbare 22 s 55    | Christine Ohuruogu 50 s 63   | —                                         | Abeba Aregawi 4 min 03 s 70          | —                                       | Dawn Harper 12 s 64      | —                               | Milcah Cheywa 9 min 17 s 43 (MR)       |
| 8  | Lausanne   | —                              | Mariya Ryemyen 22 s 61       | Francena McCorory 50 s 36    | —                                         | Abeba Aregawi 4 min 02 s 11          | —                                       | Dawn Harper 12 s 53      | —                               | Hiwot Ayalew 9 min 17 s 66 (MR)        |
| 9  | Paris      | Shelly-Ann Fraser 10 s 92      | —                            | —                            | Francine Niyonsaba 1 min 57 s 26          |                                      | Tirunesh Dibaba 14 min 23 s 68 (WL, MR) | —                        | Zuzana Hejnová 53 s 23 (NR)     | —                                      |
| 10 | Monaco     | —                              | Murielle Ahouré 22 s 24      | Amantle Montsho 49 s 33 (WL) | —                                         | Jenny Simpson 4 min 00 s 48          | —                                       | Queen Harrison 12 s 64   | —                               | Milcah Cheywa 9 min 14 s 17 (MR)       |
| 11 | Londres    | Blessing Okagbare 10 s 79 (AR) | —                            | —                            | Brenda Martinez 1 min 58 s 19 (MR)        | —                                    | Shannon Rowbury 8 min 41 s 46 (WL)      | —                        | Zuzana Hejnová 53 s 07 (WL, NR) | —                                      |
| 12 | Stockholm  | Kerron Stewart 11 s 24         | —                            | —                            | Eunice Sum 1 min 58 s 84                  | —                                    | Meseret Defar 8 min 30 s 29 (WL)        | —                        | Zuzana Hejnová 53 s 70 (MR)     | —                                      |
| 13 | Zürich     | —                              | Shelly-Ann Fraser 22 s 40    | —                            | Eunice Sum 1 min 58 s 82                  | —                                    | Meseret Defar 14 min 32 s 83            | —                        | Zuzana Hejnová 53 s 32          | —                                      |
| 14 | Bruxelles  | Shelly-Ann Fraser 10 s 72 (MR) | —                            | Natasha Hastings 50 s 36     | —                                         | Abeba Aregawi 4 min 05 s 41          | —                                       | Dawn Harper 12 s 48 (SB) | —                               | Milcah Cheywa 9 min 15 s 06 (MR)       |

#### Concours
| #  | Meeting    | Saut en longueur               | Triple saut                    | Saut en hauteur                          | Saut à la perche              | Lancer du poids                | Lancer du disque                 | Lancer du javelot                |
| 1  | Doha       | Brittney Reese 7,25 m (WL, MR) | —                              | —                                        | —                             | —                              | Sandra Perković 68,23 m (WL, MR) | —                                |
| 2  | Shanghai   | —                              | Caterine Ibargüen 14,69 m (WL) | —                                        | Yelena Isinbayeva 4,70 m      | Christina Schwanitz 20,20 m    | —                                | —                                |
| 3  | New York   | Janay DeLoach 6,79 m (MR)      | —                              | Blanka Vlašić 1,94 m                     | Jennifer Suhr 4,63 m          | —                              | Sandra Perković 68,48 m (WL, MR) | Christina Obergföll 65,33 m      |
| 4  | Eugene     | —                              | Caterine Ibargüen 14,93 m      | —                                        | —                             | Valerie Adams 20,15 m          | —                                | Christina Obergföll 67,70 m (MR) |
| 5  | Rome       | Brittney Reese 6,99 m          | —                              | Anna Chicherova Svetlana Shkolina 1,98 m | —                             | —                              | Sandra Perković 68,25 m          | Christina Obergföll 66,45 m      |
| 6  | Oslo       | Shara Proctor 6,89 m           | Caterine Ibargüen 14,81 m      | Svetlana Shkolina 1,97 m                 | Silke Spiegelburg 4,65 m      | Christina Schwanitz 20,10 m    | —                                | —                                |
| 7  | Birmingham | —                              | —                              | —                                        | Yarisley Silva 4,73 m         | —                              | Sandra Perković 64,32 m          | —                                |
| 8  | Lausanne   | Blessing Okagbare 6,98 m       | —                              | —                                        | —                             | —                              | Sandra Perković 68,96 m (WL, MR) | —                                |
| 9  | Paris      | —                              | Caterine Ibargüen 14,69 m      | Anna Chicherova 2,01 m                   | —                             | Valerie Adams 20,62 m          | —                                | Christina Obergföll 64,74 m      |
| 10 | Monaco     | Blessing Okagbare 7,04 m       | —                              | Brigetta Barrett 2,01 m                  | —                             | —                              | Sandra Perković 65,30 m          | —                                |
| 11 | Londres    | —                              | Yekaterina Koneva 14,52 m      | —                                        | Yarisley Silva 4,83 m         | Valerie Adams 20,90 m (WL, MR) | —                                | Christina Obergföll 65,61 m      |
| 12 | Stockholm  | —                              | Caterine Ibargüen 14,61 m      | Svetlana Shkolina 1,98 m                 | Silke Spiegelburg 4,69 m      | Valerie Adams 20,30 m          | —                                | Mariya Abakumova 68,59 m (MR)    |
| 13 | Zürich     | Shara Proctor 6,88 m           | —                              | —                                        | Silke Spiegelburg 4,79 m (SB) | Valerie Adams 20,98 m (WL, MR) | —                                | Mariya Abakumova 68,94 m         |
| 14 | Bruxelles  | —                              | Caterine Ibargüen 14,49 m      | Svetlana Shkolina 2,00 m                 | —                             | —                              | Sandra Perković 67,04 m          | —                                |

## Classements
Chaque épreuve donne lieu à des points attribués en fonction des performances : 4 points pour le premier, 2 points pour le deuxième et 1 point pour le troisième, les points étant doublés lors de la finale.

### Hommes
- Classement définitif[4]

| Rang | Athlète         | Points |
| ---- | --------------- | ------ |
|      | Justin Gatlin   | 14     |
| 2    | Usain Bolt      | 10     |
| 3    | Nesta Carter    | 5      |
| 4    | Nickel Ashmeade | 4      |
| 5    | Mike Rodgers    | 3      |
| 6    | Jimmy Vicaut    | 2      |

| Rang | Athlète             | Points |
| ---- | ------------------- | ------ |
|      | Warren Weir         | 18     |
| 2    | Nickel Ashmeade     | 8      |
| 3    | Serhiy Smelyk       | 4      |
| 4    | Walter Dix          | 4      |
| 5    | Jaysuma Saidy Ndure | 4      |
| 6    | Rasheed Dwyer       | 1      |
| 7    | James Ellington     | 1      |

| Rang | Athlète         | Points |
| ---- | --------------- | ------ |
|      | LaShawn Merritt | 20     |
| 2    | Kirani James    | 18     |
| 3    | Yousef Masrahi  | 4      |
| 4    | Pavel Maslák    | 3      |
| 5    | Luguelín Santos | 3      |
| 6    | Jonathan Borlée | 1      |
| 7    | Nigel Levine    | 1      |

| Rang | Athlète                   | Points |
| ---- | ------------------------- | ------ |
|      | Mohammed Aman             | 22     |
| 2    | Duane Solomon             | 4      |
| 3    | Nick Symmonds             | 4      |
| 4    | Andrew Osagie             | 3      |
| 5    | Ferguson Rotich Cheruiyot | 2      |
| 6    | Marcin Lewandowski        | 1      |
| 7    | Timothy Kitum             | 1      |

| Rang | Athlète              | Points |
| ---- | -------------------- | ------ |
|      | Ayanleh Souleiman    | 18     |
| 2    | Silas Kiplagat       | 14     |
| 3    | Asbel Kiprop         | 6      |
| 4    | Nixon Chepseba       | 5      |
| 5    | Augustine Choge      | 4      |
| 6    | Mekonnen Gebremedhin | 2      |
| 7    | Collins Cheboi       | 1      |
| 8    | Leonel Manzano       | 1      |

| Rang | Athlète               | Points |
| ---- | --------------------- | ------ |
|      | Yenew Alamirew        | 19     |
| 2    | Hagos Gebrhiwet       | 15     |
| 3    | Edwin Soi             | 4      |
| 5    | Thomas Longosiwa      | 2      |
| 6    | Albert Rop            | 2      |
| 7    | Isiah Kiplangat Koech | 2      |
| 8    | Muktar Edris          | 1      |

| Rang | Athlète                     | Points |
| ---- | --------------------------- | ------ |
|      | Conseslus Kipruto           | 15     |
| 2    | Hillary Yego                | 14     |
| 3    | Ezekiel Kemboi              | 6      |
| 4    | Jairus Birech               | 5      |
| 5    | Paul Kipsiele Koech         | 5      |
| 6    | Brimin Kiprop Kipruto       | 4      |
| 7    | Gilbert Kirui               | 4      |
| 8    | Mahiedine Mekhissi-Benabbad | 3      |

| Rang | Athlète            | Points |
| ---- | ------------------ | ------ |
|      | David Oliver       | 18     |
| 2    | Jason Richardson   | 6      |
| 3    | Ryan Wilson        | 6      |
| 4    | Aries Merritt      | 4      |
| 5    | Sergueï Choubenkov | 3      |
| 6    | William Sharman    | 3      |
| 7    | Artur Noga         | 1      |

| Rang | Athlète             | Points |
| ---- | ------------------- | ------ |
|      | Javier Culson       | 15     |
| 2    | Jehue Gordon        | 12     |
| 3    | Michael Tinsley     | 9      |
| 4    | Omar Cisneros       | 4      |
| 5    | Mamadou Kasse Hanne | 2      |
| 6    | Rhys Williams       | 2      |

| Rang | Athlète              | Points |
| ---- | -------------------- | ------ |
|      | Bohdan Bondarenko    | 26     |
| 2    | Mutaz Essa Barshim   | 13     |
| 3    | Konstadínos Baniótis | 4      |
| 4    | Derek Drouin         | 1      |
| 5    | Aleksandr Shustov    | 1      |
| 6    | Robert Grabarz       | 1      |

| Rang | Athlète                | Points |
| ---- | ---------------------- | ------ |
|      | Renaud Lavillenie      | 22     |
| 2    | Konstadínos Filippídis | 13     |
| 3    | Augusto Dutra          | 3      |
| 4    | Björn Otto             | 3      |
| 5    | Jan Kudlicka           | 2      |

| Rang | Athlète                | Points |
| ---- | ---------------------- | ------ |
|      | Aleksandr Menkov       | 18     |
| 2    | Zarck Visser           | 8      |
| 3    | Godfrey Khotso Mokoena | 6      |
| 4    | Chris Tomlinson        | 3      |
| 5    | Luis Rivera            | 2      |
| 6    | Eusebio Cáceres        | 1      |

| Rang | Athlète              | Points |
| ---- | -------------------- | ------ |
|      | Christian Taylor     | 23     |
| 2    | Teddy Tamgho         | 13     |
| 3    | Pedro Pablo Pichardo | 5      |
| 4    | Will Claye           | 2      |
| 5    | Yoann Rapinier       | 1      |
| 6    | Gaëtan Saku Bafuanga | 1      |
| 7    | Aleksey Fedorov      | 1      |

| Rang | Athlète         | Points |
| ---- | --------------- | ------ |
|      | Ryan Whiting    | 26     |
| 2    | Georgi Ivanov   | 4      |
| 3    | Ladislav Prasil | 3      |
| 4    | Dylan Armstrong | 3      |
| 5    | Cory Martin     | 3      |
| 7    | Germán Lauro    | 2      |

| Rang | Athlète           | Points |
| ---- | ----------------- | ------ |
|      | Gerd Kanter       | 16     |
| 2    | Piotr Malachowski | 14     |
| 3    | Robert Harting    | 12     |
| 4    | Ehsan Haddadi     | 9      |
| 5    | Martin Wierig     | 3      |
| 6    | Robert Urbanek    | 2      |

| Rang | Athlète             | Points |
| ---- | ------------------- | ------ |
|      | Vítezslav Veselý    | 18     |
| 2    | Tero Pitkämäki      | 16     |
| 3    | Andreas Thorkildsen | 8      |
| 4    | Kim Amb             | 4      |
| 5    | Dmitri Tarabin      | 4      |
| 6    | Antti Ruuskanen     | 2      |
| 7    | Ari Mannio          | 2      |
| 8    | Thomas Röhler       | 1      |

### Femmes
- Classement définitif[5]

| Rang | Athlète                 | Points |
| ---- | ----------------------- | ------ |
|      | Shelly-Ann Fraser-Pryce | 20     |
| 2    | Alexandria Anderson     | 6      |
| 3    | Kerron Stewart          | 4      |
| 4    | Barbara Pierre          | 3      |
| 5    | Carrie Russell          | 2      |

| Rang | Athlète                 | Points |
| ---- | ----------------------- | ------ |
|      | Shelly-Ann Fraser-Pryce | 15     |
| 2    | Murielle Ahouré         | 12     |
| 3    | Mariya Ryemyen          | 6      |
| 4    | Ivet Lalova             | 2      |
| 4    | Tiffany Townsend        | 2      |

| Rang | Athlète              | Points |
| ---- | -------------------- | ------ |
|      | Amantle Montsho      | 24     |
| 2    | Natasha Hastings     | 11     |
| 3    | Francena McCorory    | 8      |
| 4    | Christine Ohuruogu   | 5      |
| 5    | Antonina Krivoshapka | 2      |
| 5    | Stephanie McPherson  | 2      |
| 5    | Novlene Williams     | 2      |

| Rang | Athlète              | Points |
| ---- | -------------------- | ------ |
|      | Eunice Sum           | 12     |
| 2    | Malika Akkaoui       | 6      |
| 3    | Ekaterina Poistogova | 4      |
| 4    | Mariya Savinova      | 4      |
| 5    | Alysia Montaño       | 3      |
| 6    | Nataliya Lupu        | 2      |
| 7    | Ajee Wilson          | 1      |

| Rang | Athlète            | Points |
| ---- | ------------------ | ------ |
|      | Abeba Aregawi      | 28     |
| 2    | Hellen Obiri       | 6      |
| 3    | Jennifer Simpson   | 5      |
| 4    | Mercy Cherono      | 4      |
| 5    | Sifan Hassan       | 2      |
| 6    | Ekaterina Sharmina | 1      |
| 7    | Siham Hilali       | 1      |

| Rang | Athlète            | Points |
| ---- | ------------------ | ------ |
|      | Meseret Defar      | 18     |
| 2    | Tirunesh Dibaba    | 12     |
| 3    | Mercy Cherono      | 6      |
| 4    | Genzebe Dibaba     | 5      |
| 5    | Viola Kibiwot      | 3      |
| 6    | Gabriele Grunewald | 2      |
| 7    | Molly Huddle       | 1      |

| Rang | Athlète         | Points |
| ---- | --------------- | ------ |
|      | Milcah Cheywa   | 20     |
| 2    | Lydia Chepkurui | 12     |
| 3    | Sofia Assefa    | 12     |
| 4    | Hiwot Ayalew    | 8      |
| 5    | Etenesh Diro    | 3      |
| 6    | Fancy Cherotich | 1      |

| Rang | Athlète        | Points |
| ---- | -------------- | ------ |
|      | Dawn Harper    | 24     |
| 2    | Kellie Wells   | 7      |
| 3    | Tiffany Porter | 5      |
| 4    | Sally Pearson  | 4      |
| 5    | Cindy Billaud  | 2      |

| Rang | Athlète          | Points |
| ---- | ---------------- | ------ |
|      | Zuzana Hejnová   | 32     |
| 2    | Kaliese Spencer  | 7      |
| 3    | Denisa Rosolová  | 2      |
| 4    | Dalilah Muhammad | 2      |

| Rang | Athlète           | Points |
| ---- | ----------------- | ------ |
|      | Svetlana Shkolina | 20     |
| 2    | Anna Chicherova   | 17     |
| 3    | Emma Green        | 6      |
| 4    | Maria Kuchina     | 1      |

| Rang | Athlète                | Points |
| ---- | ---------------------- | ------ |
|      | Silke Spiegelburg      | 17     |
| 2    | Yarisley Silva         | 13     |
| 3    | Fabiana Murer          | 10     |
| 4    | Jennifer Suhr          | 7      |
| 5    | Nikoléta Kiriakopoúlou | 2      |
| 5    | Mary Saxer             | 2      |

| Rang | Athlète           | Points |
| ---- | ----------------- | ------ |
|      | Shara Proctor     | 17     |
| 2    | Blessing Okagbare | 14     |
| 3    | Britney Reese     | 10     |
| 4    | Ivana Spanovic    | 2      |
| 5    | Darya Klishina    | 2      |
| 6    | Yelena Sokolova   | 1      |

| Rang | Athlète           | Points |
| ---- | ----------------- | ------ |
|      | Caterine Ibargüen | 28     |
| 2    | Olha Saladuha     | 11     |
| 3    | Kimberly Williams | 7      |
| 4    | Hanna Knyazheva   | 4      |
| 5    | Anna Pyatykh      | 1      |
| 6    | Irina Gumenyuk    | 1      |

| Rang | Athlète             | Points |
| ---- | ------------------- | ------ |
|      | Valerie Adams       | 24     |
| 2    | Christina Schwanitz | 12     |
| 3    | Michelle Carter     | 8      |
| 4    | Evgeniia Kolodko    | 4      |
| 5    | Nadine Kleinert     | 3      |

| Rang | Athlète              | Points |
| ---- | -------------------- | ------ |
|      | Sandra Perković      | 32     |
| 2    | Gia Lewis-Smallwood  | 9      |
| 3    | Yarelys Barrios      | 6      |
| 4    | Zinaida Sendriūtė    | 4      |
| 5    | Mélina Robert-Michon | 3      |
| 6    | Anna Rüh             | 2      |

| Rang | Athlète             | Points |
| ---- | ------------------- | ------ |
|      | Christina Obergföll | 25     |
| 2    | Mariya Abakumova    | 18     |
| 3    | Linda Stahl         | 4      |
| 4    | Sunette Viljoen     | 2      |

## Légende
Records et Performances
- AR : Record continental (area record)
- CR : Record des championnats (championship record)
- MR : Record du meeting (meet record)
- NR : Record national (national record)
- OR : Record olympique (olympic record)
- PR : Record paralympique (paralympic record)
- PB : Record personnel (personal best)
- SB : Meilleure performance personnelle de la saison (season's best)
- WL : Meilleure performance mondiale de l'année (world leader)
- WJR : Record du monde junior (world junior record)
- WR : Record du monde (world record)

Circonstances et Conditions
- DNF : N'a pas terminé (did not finish)
- DNS : N'a pas pris le départ (did not start)
- DQ : Disqualification (disqualification)
- NM : Aucun essai valable enregistré (No Mark)
- Q : Qualifié « directement » au prochain tour (ou à la prochaine compétition), lors d'une compétition majeure, grâce au classement ou à la réalisation des minima (automatic qualifier)
- q : Qualifié au prochain tour (ou à la prochaine compétition), lors d'une compétition majeure, grâce au repêchage ou à la réalisation de l'une des meilleures performances parmi celles des « non qualifiés directement » (grâce au meilleur temps ou à la meilleure distance par exemple) (secondary qualifier)